# 喫茶店

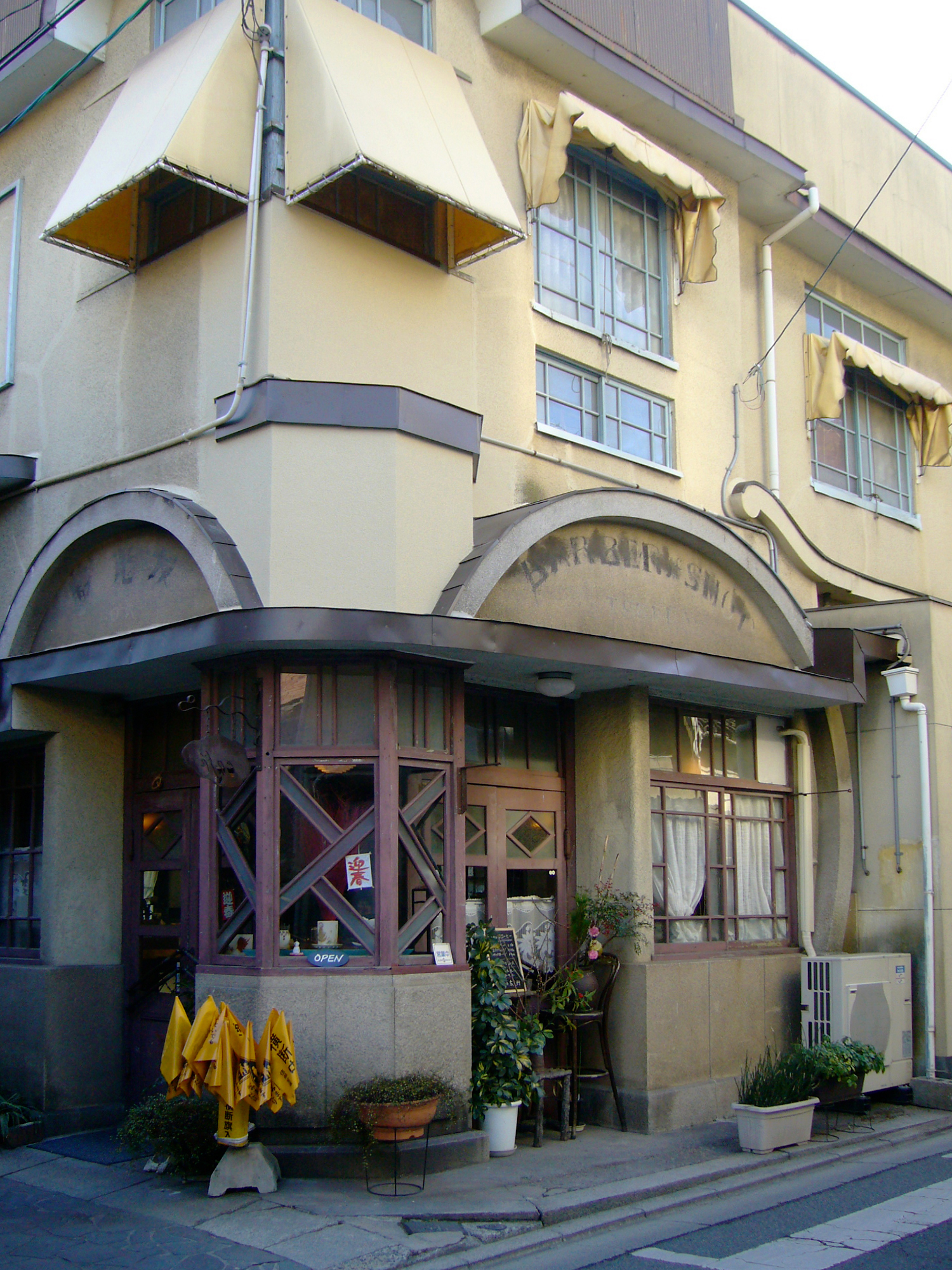
喫茶店的外观

茶店（日语：／ kissaten），或简称喫茶（日语：／ kissa），是一种日本特色的餐馆，出售咖啡、红茶等饮品以及和果子等简单食品。喫茶店和咖啡馆（ kafe）主要的区别在于经营许可证，一般而言“喫茶店营业许可”更容易取得，然而喫茶店不允许出售酒类并进行烹饪，而咖啡馆需要“饮食店经营许可”且没有这些限制条件；同时也没有规定针对喫茶店和咖啡馆的名称加以限制和区别，饮食店也可以仅仅从事喫茶店的食物。总体而言，在日本，喫茶店在装潢风格上相对复古，而咖啡则相对现代时尚，但多数日本咖啡店会使用英文標記的「cafe」或日文漢字的「喫茶店」兩種標示。

## 歷史
“喫茶”一词本意就是喝茶，这一词汇最早是在镰仓时代从中国传入，指代当时的中国茶文化。咖啡直到江户时代德川纲吉时期才由荷兰人传入日本，而当时的文人大田南畝认为咖啡“焦臭难堪”，而随着日本开国以后西洋文化的传入，越来越多的西式餐饮传入日本，咖啡也开始随着西餐厅的流行而登上一般百姓的餐桌之上。:91如今，以咖啡为主的商店一般是使用外文的Cafe等字样，以茶饮为主使用汉字“茶馆”，剩下如专门起名“喫茶”大多保留了大正和昭和时期的传统日本风格。
1866年，随着海关关税的确立，咖啡成为了一种进口商品进入市场，1888年从日本外务省辞去工作的郑永庆在今天的东京上野开办了日本历史上第一间现代意义上的喫茶店:93，名为“可否茶屋”，同时供应茶和咖啡，店内备有扑克、台球、报纸、书籍等国内外消遣品，郑是郑成功胞弟之后，1859年出生于长崎，曾经留学耶鲁，追求把咖啡当做一种文人的精神加以推广，郑本人“一边喝着咖啡，一边学习知识，把喫茶店当作文化交流的场所”，于是把自己的咖啡馆取名为“可否”谐音咖啡、取名茶屋以迎合当时的知识分子，最终成功吸引到知识分子的欢迎。但相对于当时的物价，店中咖啡的定价还十分昂贵，且郑本人店铺格调过高，最终债台高筑，只得化名偷渡到美国，不过在他之后日本的咖啡文化开始流行。
1910年作为今天喫茶店原型的“不二家”在横滨开张。1911年，画家松山省三、平冈权八郎、小山内薰创办了春天咖啡（ Café printemps，水野龍创办了保利斯塔咖啡（ Café paulista），筑地精养轩创办了狮子咖啡（ Café Lion），这三家咖啡馆各具特色：春天咖啡是第一家会员制咖啡，会为会员提供特殊食谱，诸如森鸥外等许多文化名人都是店中的座上宾；而保利斯塔咖啡则兼有平价和连锁的特色，起源于日本与巴西之间的外交合作，虽然在关东大地震中倒塌过，但一直营运至今，成为现存最古老的咖啡店，约翰·班侬和小野洋子夫妇就非常偏爱这家店；狮子咖啡则是第一家女仆喫茶，则以西餐和酒为主，会有女服务员和顾客交谈；自此，カフェー的名称也开始流行。:95-96;102;104
1922年开始，“喫茶店”的名称开始流行，而到了1923年关东大地震后，出现了以酒水和女招待为卖点的“咖啡店”、不出售酒品的“普通喫茶店”以及昼夜运营、出售内容折衷的“特殊喫茶店”分化。1930年开始，咖啡店进入全盛时期，随后政府出台了《咖啡店取締令》(）管制咖啡店，咖啡店逐渐衰弱，而喫茶店成为了“时代的宠儿”。政府出台了《<咖啡店><酒吧>取缔要项》()《特殊饮食店取缔规则》管制这些商店；另一方面，后者开始演化为“喫茶”或者只有男性雇员的“纯喫茶”。虽然在1933年，特殊餐饮店在数量上是喫茶店的两倍，但咖啡文化开始播及普通民众，各地也发展出不同特色的咖啡文化，例如银座就以高档咖啡为主，而神田则以秀丽的女招待吸引学生，神保町的咖啡馆则以安静读书为特色。
二战爆发后，咖啡作为进口品收到管制，政府出台了《代用咖啡統制要纲》以减少咖啡进口，到了1944年随着咖啡进口的完全断绝，许多喫茶店都开始自谋出路改行出售海带茶。随着二战结束，原本隐匿的“咖啡店”又开始流行。1950年开始，日本恢复了咖啡进口，50年代名曲喫茶或歌声喫茶流行，而深夜营业的喫茶与青少年的教育问题也备受关注，同时1957年开始开始有个人经营的喫茶开业。1960年代中叶，爵士喫茶大流行，随着家用汽车和家庭餐厅的普及，喫茶越发向简易食品方面发展。1970年代开始，柴田书店创办了《喫茶店经营月刊》，成为了经营喫茶的导引，同时喫茶开始向着薄利多销的低端店和高级化、专业化的高端店分化。1980年代诞生了当今日本的国民咖啡品牌dotour，但随着泡沫经济的崩溃，业界也经营不顺。1990年代，网咖、露天咖啡、漫画咖啡开始流行。2000年后，日本咖啡行业又开始进入发展期，个人咖啡馆开始流行，各类介绍的书籍也越来越多。

## 法律规定
《食品卫生施行令 （页面存档备份，存于）》第35条规定，咖啡店属于饮食店行业，饮食店经营许可所允许的服务范围包括提供含有酒精的饮料及提供烹饪餐饮服务，而喫茶则出售酒类以外的茶店的喫茶店行业，营业许可的服务范围包括酒精类饮料以外的饮料和提供茶点。虽然一些名义上的“喫茶店”还提供餐饮服务，但事实上它们都属于饮食店的范畴，反过来也有一些咖啡店实际上是不提供餐饮服务，可能这些店铺其实申请的是喫茶店营业许可，将店铺命名为“咖啡”还是“喫茶店”全凭藉店主的主观。
同时修正后的《风俗营业法》还对喫茶店等餐饮行业也做出了限制，主要针对近年来餐饮业人员在深夜拉客时违法被揭发的案件，规定包括特殊喫茶店在内的饮食店在22时以后不得招揽未满18周岁的未成年人，饮食店人员不得在22时以后在街道或公共场所拉客；同时普通喫茶店也不能够在22时以后接待未成年人顾客，座位面积低于5平方米的被纳入风俗业，而幽会系喫茶被政府指定纳入性风俗业。

### 註解
1. ↑  「喫茶」即平日说的“吃茶”，宋朝起「吃」和「喫」屬於混用的同音同義異形，隨著歷史發展出不同讀音，音义相互影响[1]，在漢語中「吃」本作「訖」、「吉」音，意指口吃不能道說，後逐漸繼承「喫」（自南朝起作「食用」之口語）音義，在有些地方二者仍保持同音[2]，在當下中國大陸《第一批異體字整理表》「喫」作為「吃」的異體字，在台灣《異體字詞典》「吃」作為「喫」的異體字，但「喫」義兩岸四地均主要使用「吃」[3]。
2. 1 2  喫茶：1. 茶を飲むこと。きっちゃ。2.「喫茶店」の略。 「音楽－」。喫茶店：コーヒー・紅茶などの飲み物、菓子や簡単な食事などを出す飲食店。[4]

### 來源
1. ↑  平山久雄. . 宁夏大学学报：人文社会科学版. 2004, 26 (4): 30–32.
2. ↑  . www.wzrb.com.cn.   [2020-05-23].[]
3. ↑  陳菘霖. . 华语文教学研究. 2013-06-01, (10:2): 63–89.
4. ↑  松村明; 三省堂書店編修所.  第3版. 东京: 三省堂. 2006. ISBN 4-385-13905-9. OCLC 76889728.
5. ↑  . 違いがわかる事典.   [2020-05-23]. （原始内容存档于2020-09-27）.
6. 1 2  . All About Japan.   [2020-05-23]. （原始内容存档于2020-10-21） （中文（臺灣））.
7. 1 2 3  高井尚之. . 东京: 日本経済新聞出版社. 2009. ISBN 978-4-532-16697-7. OCLC 676685433.
8. ↑  .   [2020-05-23]. （原始内容存档于2018-08-23） （日语）.
9. ↑  日本コーヒー文化学会『コーヒーの事典』柴田書店、2001年、p. 136
10. ↑  . www.lifeweek.com.cn.   [2020-05-23]. （原始内容存档于2019-09-02）.
11. 1 2 3  . 日本国立国会图书馆. 2003-02-04  [2020-05-24]. （原始内容存档于2015-05-14）.
12. ↑  奥原哲志. . 东京: 河出書房新社. 2002. ISBN 4-309-72716-6. OCLC 166683651.
13. ↑  大内田鶴子. . 情報と社会 : 江戸川大学紀要 (江戸川大学). 2010.3, (20): 23-35  [2020-05-23]. （原始内容存档于2020-03-21）.
14. ↑  . オリジナルの居抜き物件・居抜き店舗ならABC店舗. 2019-06-30  [2020-05-23] （日语）.
15. ↑  .   [2020-05-24]. （原始内容存档于2020-07-09） （日语）.